# جارودا لينكس
جارودا لينُكس (بالإنجليزية: Garuda Linux)‏ هي توزيعة لينكس مشتقَّة من آرتش لينكس، أُصدرت لأول مَرَّة في 2020، تُخصص أحيانًا بشكل أساسي للألعاب والأداء. بالإضافة إلى المثبت الرسومي مبسط المظهر والاستخدام، توفر التوزيعة العديد من بيئات سطح المكتب الحديثة ومديري النوافذ (برامج إدارة نوافذ).

## سمات
لا يوفِّر النظام متصفح ويب فايرفوكس بشكلٍ افتراضي. ولكنَّه يشمل متصفح الويب خاص بالنظام يُسمَّى «فايردراغون» (بالإنجليزية: FireDragon)‏ وهو مُسند إلى ليبروولف (بالإنجليزية: LibreWolf)‏.

## تثبيت

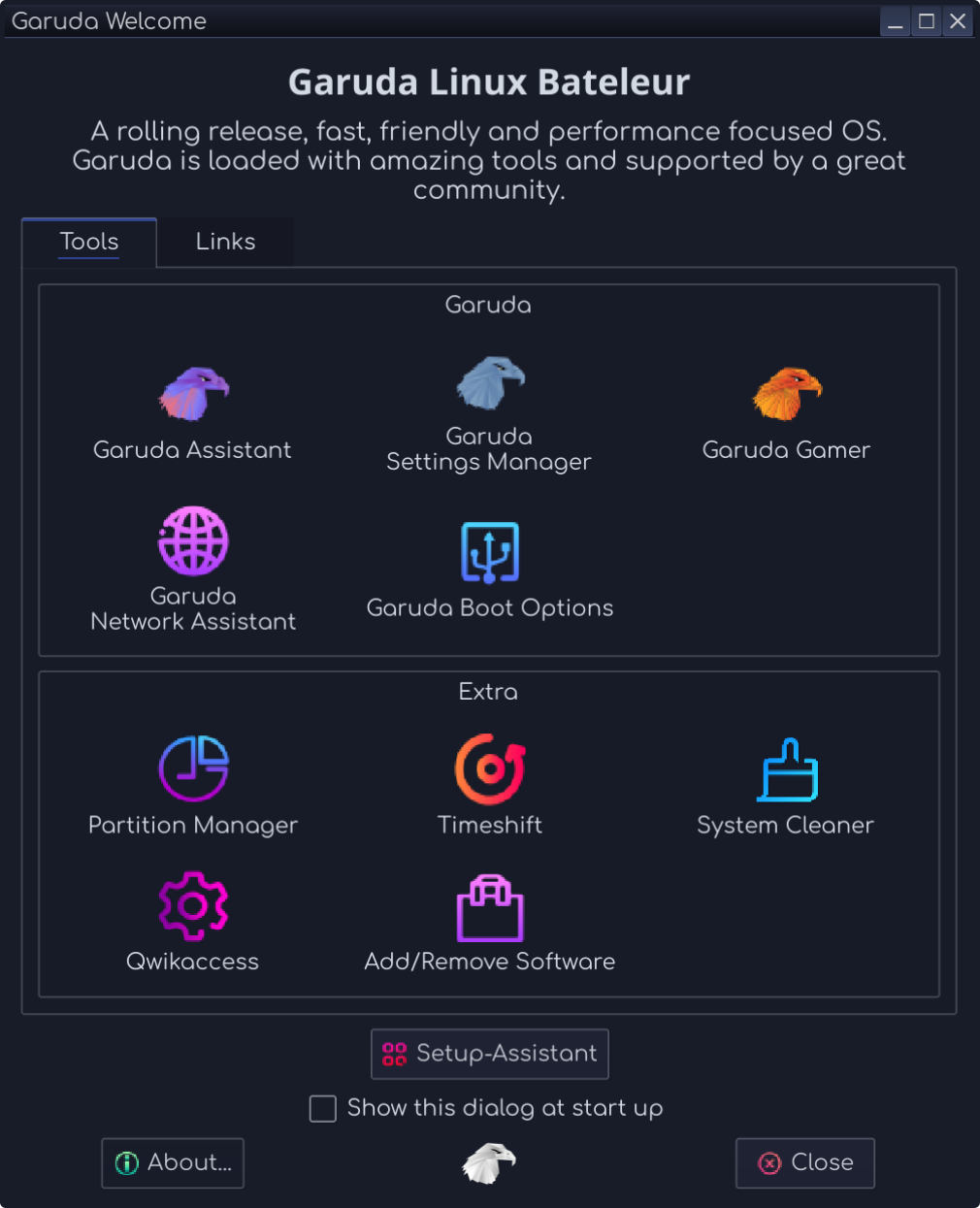
واجهة تَرحيب نظام جارودا لينكس للمُستخدم

يُثبَّت النظام خلال مثبت نظام يُسمَّى كالاماريس الذي يوفر واجهة مُبسَّطة للاستخدام، وبالتالي فقد العملية قد تكون سريعة، يمكن تنزيل الواجهة التي يُفضِّلها المُسخدم من الموقع الرسمي أثناء عملية التثبيت، كما يُمكن تخصيص النظام أكثر.

## وصلات خارجيَّة
- الموقع الرسمي